# Casa Torre de Pazos Figueroa
La Casa Torre de Pazos Figueroa (también conocida como Pazos de Proben) es un edificio histórico, parte de un conjunto arquitectónico situado en Vigo (Galicia, España), en la Plaza de Almeida, 2 y 4.

## Historia
Construida en el siglo XVI como palacete urbano, seguramente por alguna casa nobiliar residente en el pequeño Vigo de entonces, fue declarada Monumento Histórico Artístico en 1946 y restaurada recientemente para albergar el Instituto Camões.

## Construcción y estilo
Forma parte de un conjunto de dos edificios de los siglos XV y XVI, el más antiguo conservado en Vigo. Este conjunto tiene dos partes, una primera consta de un torreón en estilo gótico tardío, llamada Casa Torre de Ceta y Arines y una casa de estilo plateresco, la Casa Torre de Pazos Figueroa.
La casa recibe en el dintel y jambas del vano central de la tercera planta decoración plateresca, con dos escudos renacentistas a cada lado y una inscripción en el dintel. En la misma planta destaca un enorme balcón, ricamente decorado, y en la inferior unos arcos conopiales, también decorados con motivos platerescos y con clara influencia portuguesa en su decoración mixilínea. En la cornisa, por último, destaca la presencia de gárgolas para el alivio del recogeaguas.

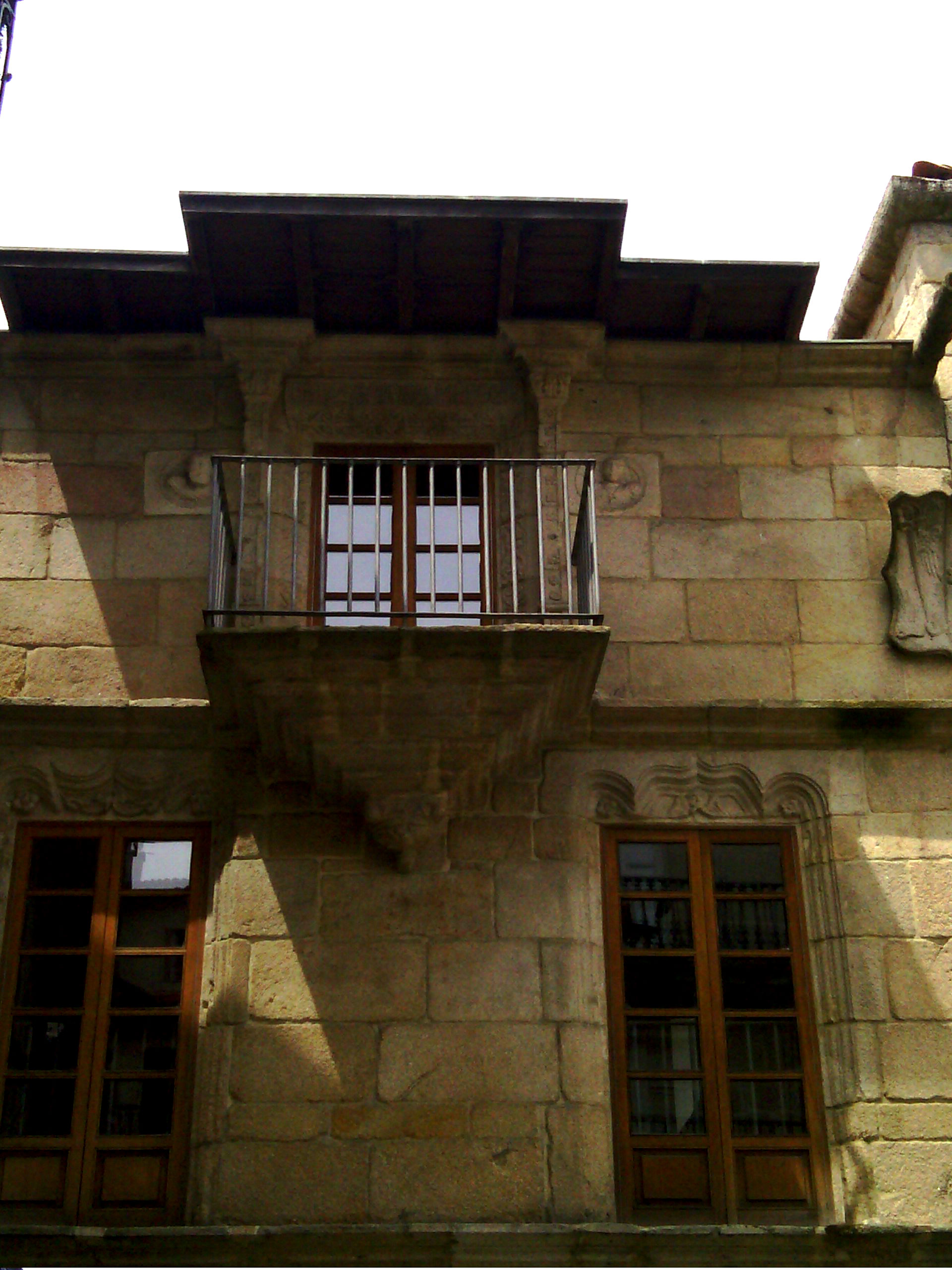
Detalle del balcón decorado, con el vano del tercer piso y escudos nobiliarios
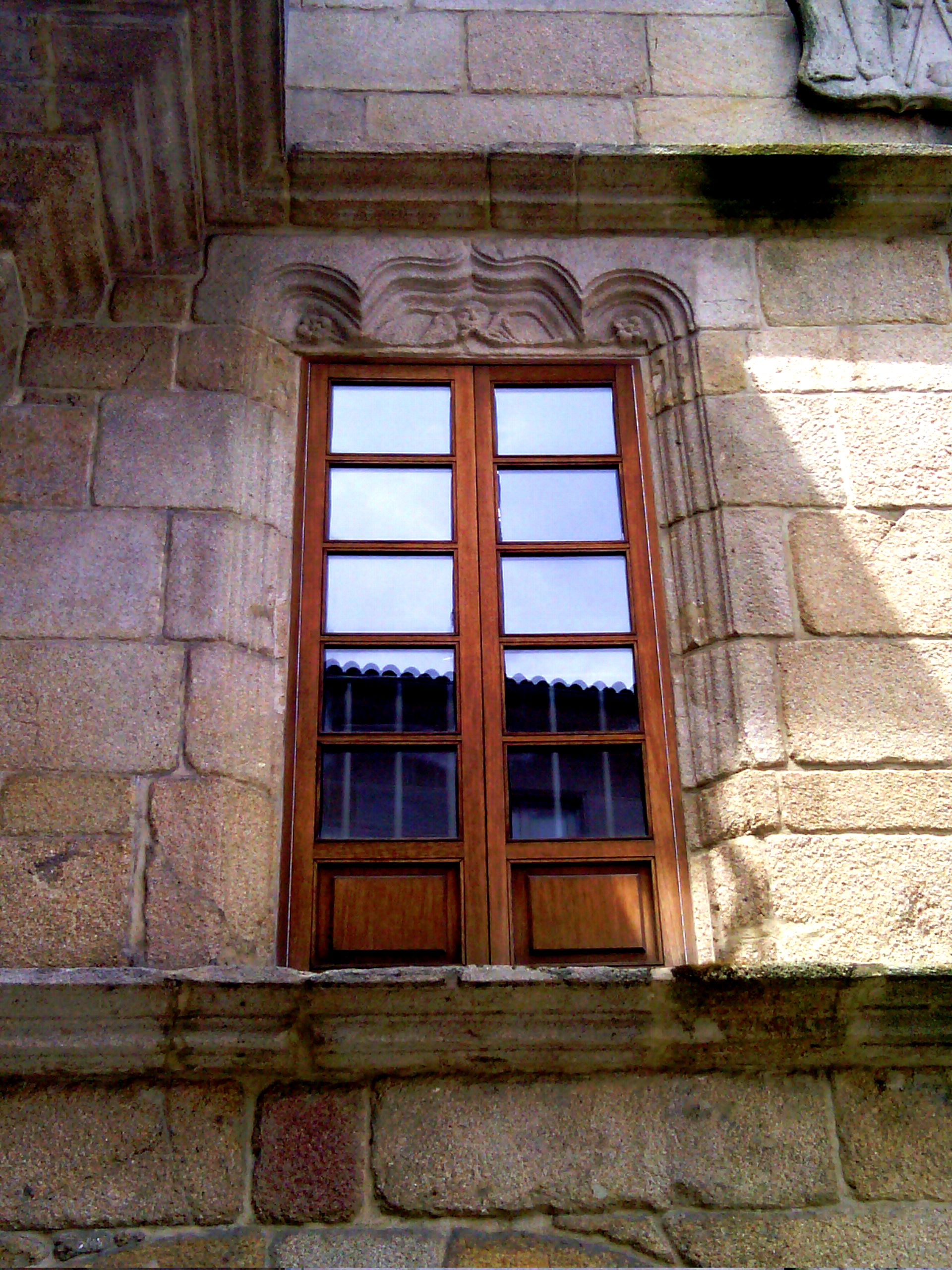
Detalle de la decoración plateresca de os vanos el segundo piso.
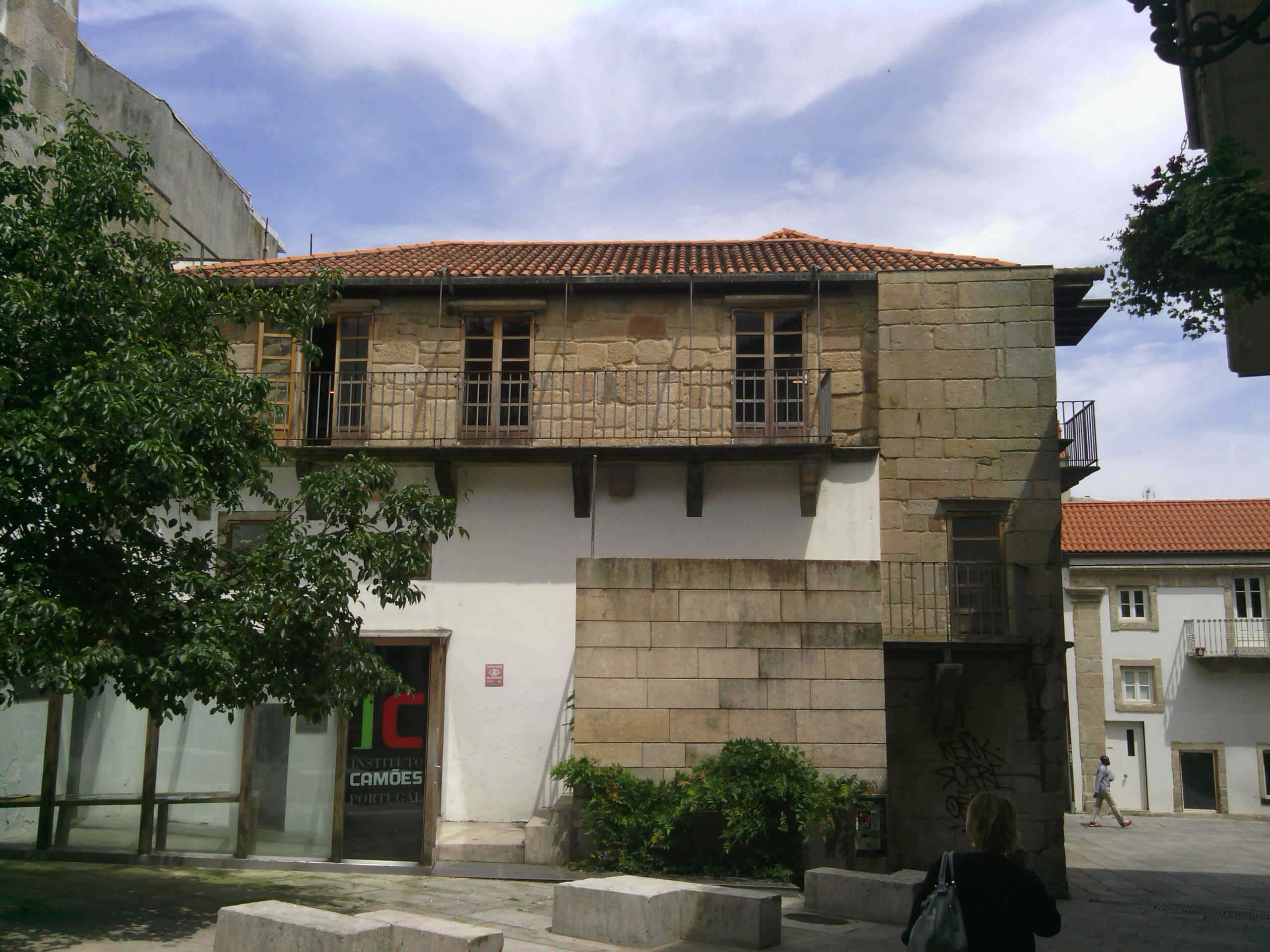
Panorámica del lateral de la casa desde el Sur, con un balcón corrido seguramente añadido a posteriori.
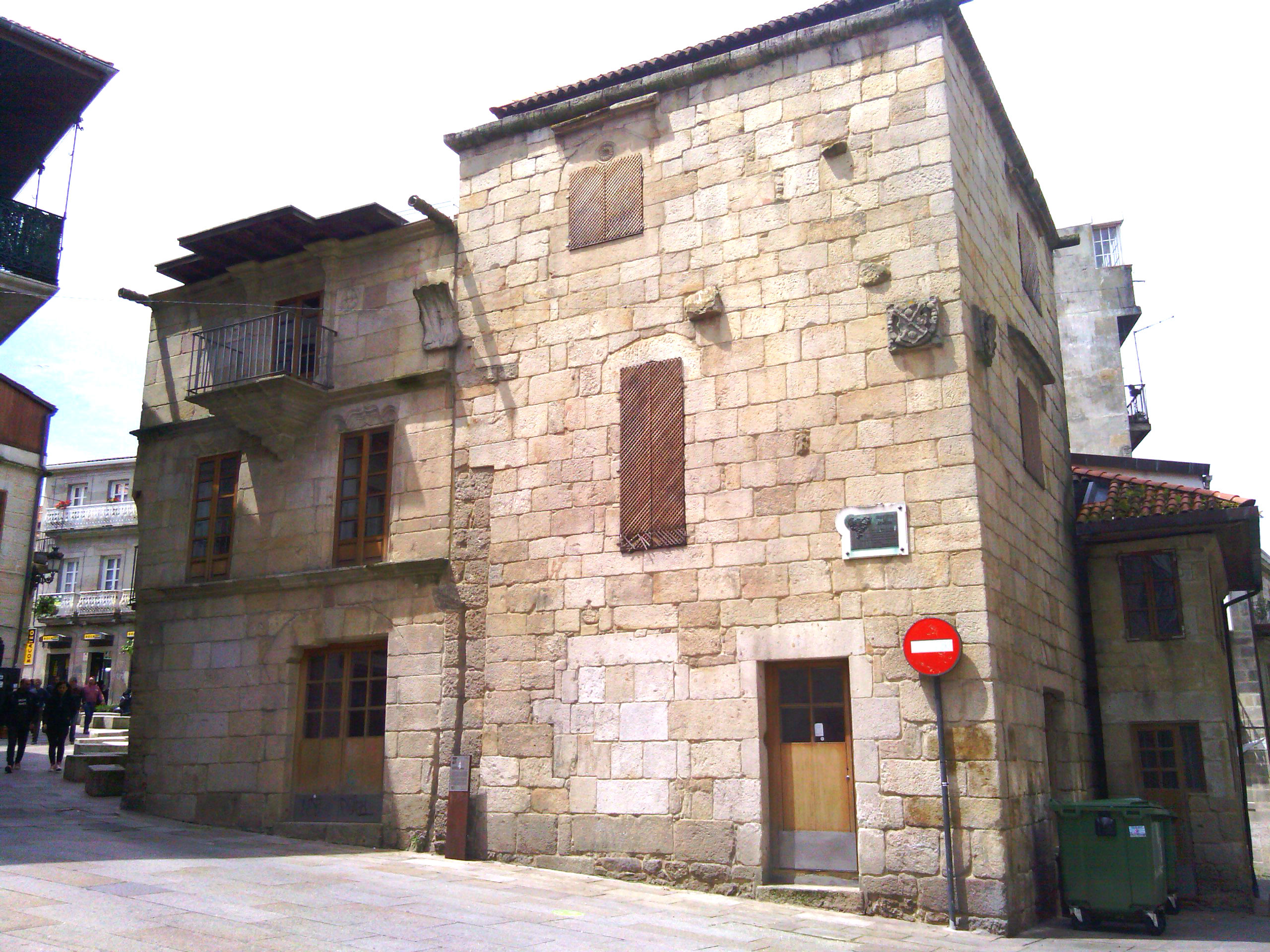
Panorámica del conjunto de la Casa Camôes, con las Casas de Pazos Figueroa y de Ceta y Arines colindantes.